# 希腊左翼
希腊左翼（羅馬化：Elliniki Aristera）是希腊的一个已不存在的左翼政党。
1987年1月，希腊共产党（国内派）分裂为希腊左翼和希腊共产党（国内派）—革新左翼。
1980年代末期，该党和希腊共产党以及一些左翼小党组建政党联盟左翼和进步联盟。1991年，希共退出左翼和进步联盟，而被希共开除出党的希共革新派则加入该联盟。同年，希腊左翼和希共革新派决定将左翼和进步联盟改组为单一政党。1992年，希腊左翼并入已成为单一政党的左翼和进步联盟。